# Burglinde Pollak
Burglinde Pollak z domu Grimm (ur. 10 czerwca 1951 w Alt-Plötzin) – niemiecka lekkoatletka reprezentująca NRD, wieloboistka, dwukrotna medalistka olimpijska i trzykrotna wicemistrzyni Europy.
Zwyciężyła w pięcioboju na europejskich igrzyskach juniorów w 1968 w Lipsku. Na mistrzostwach Europy w 1969 w Atenach zajęła w tej konkurencji 8. miejsce.
Na mistrzostwach Europy w 1971 w Helsinkach zdobyła pierwszy z trzech tytułów wicemistrzowskich w pięcioboju, przegrywając z Heide Rosendahl z RFN. Zdobyła brązowy medal w tej konkurencji na igrzyskach olimpijskich w 1972 w Monachium. Ponownie została srebrną medalistką w pięcioboju na mistrzostwach Europy w 1974 w Rzymie, tym razem przegrywając z Nadieżdą Tkaczenko z ZSRR.
Na igrzyskach olimpijskich w 1976 w Montrealu ponownie zdobyła brązowy medal w pięcioboju. Na mistrzostwach Europy w 1978 w Pradze po raz trzeci została wicemistrzynią w tej konkurencji, za Margit Papp z Węgier (Tkaczenko uzyskała najlepszy wynik, ale została zdyskwalifikowana z powodu dopingu). Zajęła 6. miejsce w pięcioboju na igrzyskach olimpijskich w 1980 w Moskwie.
Trzykrotnie ustanawiała rekord świata w pięcioboju aż do wyniku 4932 punkty (22 września 1973 w Bonn). Ośmiokrotnie poprawiała rekord NRD w tej konkurencji (do wyniku 4600 punktów 2 września 1978 w Pradze).
Burglinde Pollak była mistrzynią NRD w pięcioboju w latach 1969, 1970, 1973, 1974 i 1978, wicemistrzynią w 1971 i 1977 oraz brązową medalistką w  1975. Była również halową mistrzynią NRD w tej konkurencji w 1972, 1976 i 1977.